# Världscupen i alpin skidåkning 1984/1985
Världscupen i alpin skidåkning 1984/1985 inleddes den 1 december 1984 i Courmayeur för damerna och den 2 december 1984 i Sestriere för herrarna. Säsongen avslutades 23 mars 1985 i Heavenly Valley. Vinnare av totala världscupen blev Michela Figini och Marc Girardelli.

## Tävlingskalender

### Herrar

#### Störtlopp
| Datum            | Ort                                   | Etta                          | Tvåa                           | Trea                           |
| ---------------- | ------------------------------------- | ----------------------------- | ------------------------------ | ------------------------------ |
| 15 december 1984 | Val Gardena (Italien)                 | Helmut Höflehner (Österrike)  | Conradin Cathomen (Schweiz)    | Peter Wirnsberger (Österrike)  |
| 11 januari 1985  | Kitzbühel (Österrike)                 | Pirmin Zurbriggen (Schweiz)   | Franz Heinzer (Schweiz)        | Peter Wirnsberger (Österrike)  |
| 12 januari 1985  | Kitzbühel (Österrike)                 | Pirmin Zurbriggen (Schweiz)   | Helmut Höflehner (Österrike)   | Todd Brooker (Kanada)          |
| 19 januari 1985  | Wengen (Schweiz)                      | Helmut Höflehner (Österrike)  | Franz Heinzer (Schweiz)        | Peter Wirnsberger (Österrike)  |
| 20 januari 1985  | Wengen (Schweiz)                      | Peter Wirnsberger (Österrike) | Peter Lüscher (Schweiz)        | Peter Müller (Schweiz)         |
| 26 januari 1985  | Garmisch-Partenkirchen (Västtyskland) | Helmut Höflehner (Österrike)  | Peter Müller (Schweiz)         | Anton Steiner (Österrike)      |
| 14 februari 1985 | Bad Kleinkirchheim (Österrike)        | Karl Alpiger (Schweiz)        | Peter Müller (Schweiz)         | Stefan Niederseer (Österrike)  |
| 2 mars 1985      | Furano (Japan)                        | Todd Brooker (Kanada)         | Sepp Wildgruber (Västtyskland) | Bruno Kernen (Schweiz)         |
| 9 mars 1985      | Aspen (USA)                           | Peter Müller (Schweiz)        | Karl Alpiger (Schweiz)         | Sepp Wildgruber (Västtyskland) |
| 16 mars 1985     | Panorama (Kanada)                     | Peter Müller (Schweiz)        | Daniel Mahrer (Schweiz)        | Helmut Höflehner (Österrike)   |

#### Super-G
| Datum            | Ort                                   | Etta                                                | Tvåa                           | Trea                        |
| ---------------- | ------------------------------------- | --------------------------------------------------- | ------------------------------ | --------------------------- |
| 7 december 1984  | Puy-Saint-Vincent (Frankrike)         | Pirmin Zurbriggen (Schweiz)                         | Marc Girardelli (Luxemburg)    | Thomas Bürgler (Schweiz)    |
| 17 december 1984 | Madonna di Campiglio (Italien)        | Marc Girardelli (Luxemburg)                         | Pirmin Zurbriggen (Schweiz)    | Martin Hangl (Schweiz)      |
| 27 januari 1985  | Garmisch-Partenkirchen (Västtyskland) | Marc Girardelli (Luxemburg)                         | Andreas Wenzel (Liechtenstein) | Hans Stuffer (Västtyskland) |
| 3 mars 1985      | Furano (Japan)                        | Pirmin Zurbriggen (Schweiz) Steven Lee (Australien) |                                | Brian Stemmle (Kanada)      |
| 17 mars 1985     | Panorama (Kanada)                     | Pirmin Zurbriggen (Schweiz)                         | Robert Erlacher (Italien)      | Thomas Bürgler (Schweiz)    |

#### Storslalom
| Datum            | Ort                           | Etta                        | Tvåa                           | Trea                        |
| ---------------- | ----------------------------- | --------------------------- | ------------------------------ | --------------------------- |
| 8 december 1984  | Puy-Saint-Vincent (Frankrike) | Robert Erlacher (Italien)   | Martin Hangl (Schweiz)         | Richard Pramotton (Italien) |
| 11 december 1984 | Sestriere (Italien)           | Marc Girardelli (Luxemburg) | Markus Wasmeier (Västtyskland) | Max Julen (Schweiz)         |
| 8 januari 1985   | Schladming (Österrike)        | Thomas Bürgler (Schweiz)    | Marc Girardelli (Luxemburg)    | Martin Hangl (Schweiz)      |
| 15 januari 1985  | Adelboden (Schweiz)           | Hans Enn (Österrike)        | Hubert Strolz (Österrike)      | Richard Pramotton (Italien) |
| 15 februari 1985 | Kranjska Gora (Jugoslavien)   | Thomas Bürgler (Schweiz)    | Pirmin Zurbriggen (Schweiz)    | Marc Girardelli (Luxemburg) |
| 10 mars 1985     | Aspen (USA)                   | Marc Girardelli (Luxemburg) | Ingemar Stenmark (Sverige)     | Max Julen (Schweiz)         |

#### Slalom
| Datum            | Ort                            | Etta                           | Tvåa                           | Trea                                                  |
| ---------------- | ------------------------------ | ------------------------------ | ------------------------------ | ----------------------------------------------------- |
| 2 december 1984  | Sestriere (Italien)            | Marc Girardelli (Luxemburg)    | Jonas Nilsson (Sverige)        | Paolo De Chiesa (Italien)                             |
| 10 december 1984 | Sestriere (Italien)            | Pirmin Zurbriggen (Schweiz)    | Paolo De Chiesa (Italien)      | Ivano Edalini (Italien)                               |
| 16 december 1984 | Madonna di Campiglio (Italien) | Bojan Križaj (Jugoslavien)     | Andreas Wenzel (Liechtenstein) | Petar Popangelov (Bulgarien)                          |
| 4 januari 1985   | Bad Wiessee (Västtyskland)     | Marc Girardelli (Luxemburg)    | Florian Beck (Västtyskland)    | Ingemar Stenmark (Sverige)                            |
| 6 januari 1985   | La Mongie (Frankrike)          | Andreas Wenzel (Liechtenstein) | Jonas Nilsson (Sverige)        | Paul Frommelt (Liechtenstein)                         |
| 13 januari 1985  | Kitzbühel (Österrike)          | Marc Girardelli (Luxemburg)    | Oswald Tötsch (Italien)        | Bojan Križaj (Jugoslavien)                            |
| 21 januari 1985  | Wengen (Schweiz)               | Marc Girardelli (Luxemburg)    | Ingemar Stenmark (Sverige)     | Paul Frommelt (Liechtenstein)                         |
| 16 februari 1985 | Kranjska Gora (Jugoslavien)    | Marc Girardelli (Luxemburg)    | Ingemar Stenmark (Sverige)     | Paul Frommelt (Liechtenstein) Jonas Nilsson (Sverige) |
| 20 mars 1985     | Park City (USA)                | Marc Girardelli (Luxemburg)    | Rok Petrovič (Jugoslavien)     | Paul Frommelt (Liechtenstein)                         |
| 23 mars 1985     | Heavenly Valley (USA)          | Marc Girardelli (Luxemburg)    | Paul Frommelt (Liechtenstein)  | Robert Zoller (Österrike)                             |

#### Alpin kombination
| Datum               | Ort                                   | Etta                           | Tvåa                             | Trea                       |
| ------------------- | ------------------------------------- | ------------------------------ | -------------------------------- | -------------------------- |
| 16-17 december 1984 | Madonna di Campiglio (Italien)        | Andreas Wenzel (Liechtenstein) | Thomas Stangassinger (Österrike) | Max Julen (Schweiz)        |
| 12, 13 januari 1985 | Kitzbühel (Österrike)                 | Andreas Wenzel (Liechtenstein) | Franz Heinzer (Schweiz)          | Gérard Rambaud (Frankrike) |
| 20-21 januari 1985  | Wengen (Schweiz)                      | Michel Vion (Frankrike)        | Peter Roth (Västtyskland)        | Peter Lüscher (Schweiz)    |
| 26-27 januari 1985  | Garmisch-Partenkirchen (Västtyskland) | Peter Müller (Schweiz)         | Peter Lüscher (Schweiz)          | Franz Heinzer (Schweiz)    |

### Damer

#### Störtlopp
| Datum            | Ort                                 | Etta                               | Tvåa                          | Trea                            |
| ---------------- | ----------------------------------- | ---------------------------------- | ----------------------------- | ------------------------------- |
| 6 december 1984  | Puy-Saint-Vincent (Frankrike)       | Zoë Haas (Schweiz)                 | Marina Kiehl (Västtyskland)   | Irene Epple (Västtyskland)      |
| 21 december 1984 | Santa Caterina (Italien)            | Elisabeth Kirchler (Österrike)     | Veronika Vitzthum (Österrike) | Katharina Gutensohn (Österrike) |
| 9 januari 1985   | Bad Kleinkirchheim (Österrike)      | Michela Figini (Schweiz)           | Brigitte Oertli (Schweiz)     | Ariane Ehrat (Schweiz)          |
| 10 januari 1985  | Bad Kleinkirchheim (Österrike)      | Michela Figini (Schweiz)           | Brigitte Oertli (Schweiz)     | Maria Walliser (Schweiz)        |
| 20 januari 1985  | Saint-Gervais-les-Bains (Frankrike) | Michela Figini (Schweiz)           | Catherine Quittet (Frankrike) | Claudine Emonet (Frankrike)     |
| 2 mars 1985      | Vail (USA)                          | Katharina Gutensohn (Västtyskland) | Brigitte Oertli (Schweiz)     | Maria Walliser (Schweiz)        |
| 8 mars 1985      | Banff (Kanada)                      | Maria Walliser (Schweiz)           | Michela Figini (Schweiz)      | Laurie Graham (Kanada)          |
| 9 mars 1985      | Banff (Kanada)                      | Laurie Graham (Kanada)             | Michela Figini (Schweiz)      | Maria Walliser (Schweiz)        |

#### Super-G
| Datum           | Ort                     | Etta                         | Tvåa                        | Trea                        |
| --------------- | ----------------------- | ---------------------------- | --------------------------- | --------------------------- |
| 8 december 1984 | Davos (Schweiz)         | Traudl Hächer (Västtyskland) | Maria Walliser (Schweiz)    | Marina Kiehl (Västtyskland) |
| 13 januari 1985 | Pfronten (Västtyskland) | Michela Figini (Schweiz)     | Marina Kiehl (Västtyskland) | Maria Walliser (Schweiz)    |
| 26 januari 1985 | Arosa (Schweiz)         | Marina Kiehl (Västtyskland)  | Eva Twardokens (USA)        | Michela Figini (Schweiz)    |
| 10 mars 1985    | Banff (Kanada)          | Marina Kiehl (Västtyskland)  | Michela Figini (Schweiz)    | Brigitte Oertli (Schweiz)   |

#### Storslalom
| Datum            | Ort                                 | Etta                             | Tvåa                           | Trea                                         |
| ---------------- | ----------------------------------- | -------------------------------- | ------------------------------ | -------------------------------------------- |
| 15 december 1984 | Madonna di Campiglio (Italien)      | Marina Kiehl (Västtyskland)      | Maria Walliser (Schweiz)       | Zoë Haas (Schweiz)                           |
| 18 december 1984 | Santa Caterina (Italien)            | Vreni Schneider (Schweiz)        | Tamara McKinney (USA)          | Maria Epple (Västtyskland)                   |
| 4 januari 1985   | Maribor (Jugoslavien)               | Michela Figini (Schweiz)         | Vreni Schneider (Schweiz)      | Blanca Fernández Ochoa (Spanien)             |
| 20 januari 1985  | Saint-Gervais-les-Bains (Frankrike) | Michela Figini (Schweiz)         | Elisabeth Kirchler (Österrike) | Anne-Flore Rey (Frankrike)                   |
| 3 mars 1985      | Vail (USA)                          | Blanca Fernández Ochoa (Spanien) | Maria Walliser (Schweiz)       | Zoë Haas (Schweiz) Vreni Schneider (Schweiz) |
| 13 mars 1985     | Lake Placid (USA)                   | Diann Roffe (USA)                | Mateja Svet (Jugoslavien)      | Marina Kiehl (Västtyskland)                  |
| 17 mars 1985     | Waterville Valley (USA)             | Vreni Schneider (Schweiz)        | Diann Roffe (USA)              | Traudl Hächer (Västtyskland)                 |

#### Slalom
| Datum            | Ort                            | Etta                            | Tvåa                              | Trea                            |
| ---------------- | ------------------------------ | ------------------------------- | --------------------------------- | ------------------------------- |
| 1 december 1984  | Courmayeur (Italien)           | Perrine Pelen (Frankrike)       | Maria Epple (Västtyskland)        | Paoletta Magoni (Italien)       |
| 9 december 1984  | Davos (Schweiz)                | Christelle Guignard (Frankrike) | Erika Hess (Schweiz)              | Hélène Barbier (Frankrike)      |
| 14 december 1984 | Madonna di Campiglio (Italien) | Dorota Tlałka (Polen)           | Brigitte Gadient (Schweiz)        | Christelle Guignard (Frankrike) |
| 5 januari 1985   | Maribor (Jugoslavien)          | Tamara McKinney (USA)           | Olga Charvátová (Tjeckoslovakien) | Brigitte Gadient (Schweiz)      |
| 11 januari 1985  | Bad Kleinkirchheim (Österrike) | Christelle Guignard (Frankrike) | Mario Rosa Quario (Italien)       | Erika Hess (Schweiz)            |
| 14 januari 1985  | Pfronten (Västtyskland)        | Paoletta Magoni (Italien)       | Brigitte Oertli (Schweiz)         | Daniela Zini (Italien)          |
| 27 januari 1985  | Arosa (Schweiz)                | Maria Epple (Västtyskland)      | Tamara McKinney (USA)             | Erika Hess (Schweiz)            |
| 16 mars 1985     | Waterville Valley (USA)        | Tamara McKinney (USA)           | Mario Rosa Quario (Italien)       | Anni Kronbichler (Österrike)    |
| 19 mars 1985     | Park City (USA)                | Erika Hess (Schweiz)            | Perrine Pelen (Frankrike)         | Mario Rosa Quario (Italien)     |
| 23 mars 1985     | Heavenly Valley (USA)          | Erika Hess (Schweiz)            | Perrine Pelen (Frankrike)         | Małgorzata Tlałka (Polen)       |

#### Alpin kombination
| Datum                             | Ort                                                       | Etta                      | Tvåa                              | Trea                              |
| --------------------------------- | --------------------------------------------------------- | ------------------------- | --------------------------------- | --------------------------------- |
| 8-9 december 1984                 | Davos (Schweiz)                                           | Brigitte Oertli (Schweiz) | Erika Hess (Schweiz)              | Traudl Hächer (Västtyskland)      |
| 18 december 1984 / 9 januari 1985 | Santa Caterina (Italien) / Bad Kleinkirchheim (Österrike) | Michela Figini (Schweiz)  | Marina Kiehl (Västtyskland)       | Maria Walliser (Schweiz)          |
| 10-11 januari 1985                | Bad Kleinkirchheim (Österrike)                            | Brigitte Oertli (Schweiz) | Maria Walliser (Schweiz)          | Olga Charvátová (Tjeckoslovakien) |
| 27 januari-8 mars 1985            | Arosa / Banff (Schweiz/Kanada)                            | Michela Figini (Schweiz)  | Olga Charvátová (Tjeckoslovakien) | Maria Walliser (Schweiz)          |

## Slutplacering damer
| Placering | Namn                   | Land            | Total Poäng | Störtlopp | Storslalom Super G | Slalom | Kombination |
| --------- | ---------------------- | --------------- | ----------- | --------- | ------------------ | ------ | ----------- |
| 1         | Michela Figini         | Schweiz         | 259         | 95        | 95                 | 9      | 60          |
| 2         | Brigitte Oertli        | Schweiz         | 218         | 69        | 36                 | 51     | 62          |
| 3         | Maria Walliser         | Schweiz         | 197         | 70        | 75                 | 2      | 50          |
| 4         | Marina Kiehl           | Västtyskland    | 168         | 46        | 95                 | 0      | 27          |
|           | Erika Hess             | Schweiz         | 168         | 0         | 41                 | 85     | 42          |
| 6         | Olga Charvátová        | Tjeckoslovakien | 167         | 28        | 42                 | 53     | 44          |
| 7         | Elisabeth Kirchler     | Österrike       | 156         | 61        | 55                 | 7      | 33          |
| 8         | Tamara McKinney        | USA             | 139         | 0         | 48                 | 82     | 9           |
| 9         | Vreni Schneider        | Schweiz         | 112         | 0         | 85                 | 18     | 9           |
| 10        | Blanca Fernández-Ochoa | Spanien         | 108         | 0         | 58                 | 32     | 18          |

## Slutplacering herrar
| Placering | Namn              | Land          | Total Poäng | Störtlopp | Storslalom Super G | Slalom | Kombination |
| --------- | ----------------- | ------------- | ----------- | --------- | ------------------ | ------ | ----------- |
| 1         | Marc Girardelli   | Luxemburg     | 262         | 17        | 120                | 125    | 0           |
| 2         | Pirmin Zurbriggen | Schweiz       | 244         | 79        | 102                | 38     | 25          |
| 3         | Andreas Wenzel    | Liechtenstein | 172         | 1         | 31                 | 75     | 65          |
| 4         | Peter Müller      | Schweiz       | 156         | 105       | 4                  | 0      | 47          |
| 5         | Franz Heinzer     | Schweiz       | 137         | 73        | 9                  | 0      | 55          |
| 6         | Ingemar Stenmark  | Sverige       | 135         | 0         | 49                 | 78     | 8           |
| 7         | Thomas Bürgler    | Schweiz       | 131         | 0         | 90                 | 16     | 25          |
| 8         | Helmut Höflehner  | Österrike     | 116         | 110       | 0                  | 0      | 6           |
| 9         | Peter Wirnsberger | Österrike     | 111         | 80        | 0                  | 0      | 31          |
| 10        | Bojan Križaj      | Jugoslavien   | 101         | 0         | 22                 | 69     | 10          |